# الزحف إلى الزنزانة

شخصية لينك داخل الزنزانة في لعبة ذا ليجند أوف زيلدا.

الزحف داخل الزنزانة (بالإنجليزية: Dungeon crawl)‏ هو نوع من السيناريوهات في ألعاب تقمص الأدوار الخيالية (RPG)، حيث يتنقل الأبطال في بيئة متاهة ("زنزانة")، ويقاتلون وحوشًا مختلفة، ويتجنبون الفخاخ، ويحلون الألغاز، وينهبون أي كنز قد يجدونه. تعتبر ألعاب الفيديو وألعاب الطاولة التي تتميز بشكل أساسي بعناصر الزحف داخل الزنزانة نوعًا من أنواع الألعاب.